# Солферино
Солферино (на италиански: Solferino) е малък град и община в Ломбардия, Италия, на приблизително 10 километра южно от езерото Гарда. Към декември 2017 г. има 2631 жители.
Градът е познат с известната Битка при Солферино на 24 юни 1859 г., наблюдавана от Анри Дюнан, което го вдъхновява впоследствие да създаде Червения кръст.
В битката участват войските на кралството Пиемонт-Сардиния, подкрепяни от Наполеон III (около 150 000 души) срещу австрийската армия (около 135 000 души). Тя започва в 3.00 часа сутринта, през целия ден е сухо и горещо, но към 16.00 часа започва буря със силен дъжд. В крайна сметка войските на Пиемонт-Сардиния и французите побеждават. Убитите са между 8000 и 30 000, ранените са 40 000 (много от тях умират впоследствие от раните си), а около 10 000 са безследно изчезналите.
В чест на загиналите върху 100-метров хълм е издигната 28-метрова кула (на итал. Spia d'Italia).
Станция на метрото в Париж е наречена на града.